# علم‌خان آزادی
علم‌خان آزادی (زاده ۱۳۴۰ ولسوالی نهر سراج بلخ) سیاستمدار افغانستان و نماینده مردم بلخ در دوره‌های پانزدهم و شانزدهم مجلس نمایندگان می‌باشد. ایشان در مجلس شانزدهم نمایندگان افغانستان عضو کمیسیون امور تقنینی می‌باشد.

## زندگی‌نامه
علم‌خان آزادی زاده ۱۳۴۰ از ولسوالی نهر سراج ولایت بلخ می‌باشد. ایشان تحصیلات مدرسه‌ای خود را در تا صنف دوازدهم ادامه داده و در زمان جنگ‌های افغانستان فرمانده محلی حزب جمعیت اسلامی بوده‌است.

## دیگر فعالیت‌ها
دیگر فعالیت‌های ایشان:
- فرمانده جهادی.
- نماینده مردم بلخ در دوره پانزدهم مجلس نمایندگان.